# فهرست فرودگاه‌های نپال

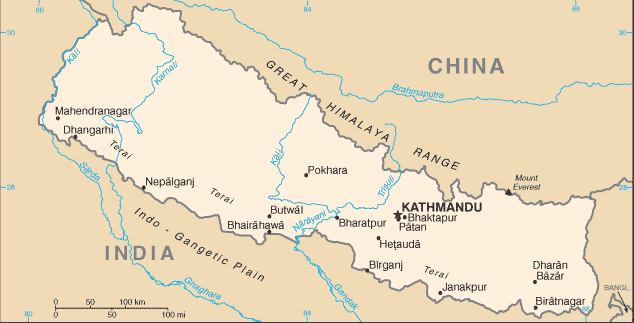
نقشهٔ نپال

این مقاله شامل فهرست فرودگاه‌های نپال است که بر پایهٔ مکان قرارگیری آن‌ها مرتب شده است.

## فرودگاه‌ها
| شهر                               | ایکائو | یاتا | نام فرودگاه                                                     | مختصات |
| --------------------------------- | ------ | ---- | --------------------------------------------------------------- | --- |
| Baglung                           | VNBL   | BGL  | Balewa Airport                                                  | ۲۸°۱۲′۴۶″ شمالی ۰۸۳°۳۹′۵۹″ شرقی / ۲۸٫۲۱۲۷۸°شمالی ۸۳٫۶۶۶۳۹°شرقی |
| Baitadai                          | VNBT   | BIT  | Patan Airport                                                   | ۲۹°۲۷′۵۰″ شمالی ۰۸۰°۳۲′۵۸″ شرقی / ۲۹٫۴۶۳۸۹°شمالی ۸۰٫۵۴۹۴۴°شرقی |
| Bajhang                           | VNBG   | BJH  | فرودگاه باجهانگ                                                 | ۲۹°۳۲′۱۸″ شمالی ۰۸۱°۱۱′۰۲″ شرقی / ۲۹٫۵۳۸۳۳°شمالی ۸۱٫۱۸۳۸۹°شرقی |
| Bhadrapur / Chandragadhi          | VNCG   | BDP  | فرودگاه بهادراپور (Chandragadhi Airport)                        | ۲۶°۳۴′۱۴″ شمالی ۰۸۸°۰۴′۴۵″ شرقی / ۲۶٫۵۷۰۵۶°شمالی ۸۸٫۰۷۹۱۷°شرقی |
| Bhairahawa                        | VNBW   | BWA  | فرودگاه گوتاما بودا (Bhairahawa Airport)                        | ۲۷°۳۰′۲۰″ شمالی ۰۸۳°۲۴′۵۸″ شرقی / ۲۷٫۵۰۵۵۶°شمالی ۸۳٫۴۱۶۱۱°شرقی |
| Bharatpur                         | VNBP   | BHR  | فرودگاه بهاراتپور                                               | ۲۷°۴۰′۴۱″ شمالی ۰۸۴°۲۵′۴۶″ شرقی / ۲۷٫۶۷۸۰۶°شمالی ۸۴٫۴۲۹۴۴°شرقی |
| Bhojpur                           | VNBJ   | BHP  | فرودگاه بهوجپور                                                 | ۲۷°۰۸′۵۱″ شمالی ۰۸۷°۰۳′۰۳″ شرقی / ۲۷٫۱۴۷۵۰°شمالی ۸۷٫۰۵۰۸۳°شرقی |
| Biratnagar                        | VNVT   | BIR  | فرودگاه بیراتناگر                                               | ۲۶°۲۸′۵۳″ شمالی ۰۸۷°۱۵′۵۰″ شرقی / ۲۶٫۴۸۱۳۹°شمالی ۸۷٫۲۶۳۸۹°شرقی |
| Chaurjhari                        | VNCJ   | HRJ  | فرودگاه چاوریهاری                                               | ۲۸°۰۰′ شمالی ۰۸۳°۵۰′ شرقی / ۲۸٫۰۰۰°شمالی ۸۳٫۸۳۳°شرقی |
| Dang (Tulsipur / Tribhuvannagar ) | VNDG   | DNP  | فرودگاه تریبهواناگار (Tulsipur Airport, Tribhuvannagar Airport) | ۲۸°۰۶′۴۰″ شمالی ۰۸۲°۱۷′۳۹″ شرقی / ۲۸٫۱۱۱۱۱°شمالی ۸۲٫۲۹۴۱۷°شرقی |
| Darchula                          | VNDL   | DAP  | Gokuleshwor Airport                                             | ۲۹°۴۰′۰۹″ شمالی ۰۸۰°۳۲′۵۴″ شرقی / ۲۹٫۶۶۹۱۷°شمالی ۸۰٫۵۴۸۳۳°شرقی |
| Dhangadhi                         | VNDH   | DHI  | فرودگاه دهانگادهای (Dhangarhi Airport)                          | ۲۸°۴۵′۱۲″ شمالی ۰۸۰°۳۴′۵۵″ شرقی / ۲۸٫۷۵۳۳۳°شمالی ۸۰٫۵۸۱۹۴°شرقی |
| Dolpa                             | VNDP   | DOP  | فرودگاه دولپا                                                   | ۲۸°۵۹′۰۹″ شمالی ۰۸۲°۴۹′۰۹″ شرقی / ۲۸٫۹۸۵۸۳°شمالی ۸۲٫۸۱۹۱۷°شرقی |
| Dipayal                           | VNDT   | SIH  | Silgadhi Airport                                                | ۲۹°۱۵′۴۷″ شمالی ۰۸۰°۵۶′۱۰″ شرقی / ۲۹٫۲۶۳۰۶°شمالی ۸۰٫۹۳۶۱۱°شرقی |
| Gorkha                            | VNGK   | GKH  | Palungtar Airport                                               | ۲۸°۰۳′ شمالی ۰۸۴°۲۹′ شرقی / ۲۸٫۰۵۰°شمالی ۸۴٫۴۸۳°شرقی |
| Janakpur                          | VNJP   | JKR  | فرودگاه جاناکپر                                                 | ۲۶°۴۲′۳۱″ شمالی ۰۸۵°۵۵′۲۰″ شرقی / ۲۶٫۷۰۸۶۱°شمالی ۸۵٫۹۲۲۲۲°شرقی |
| Jiri                              | VNJI   | JIR  | Jiri Airport                                                    | ۲۷°۳۷′ شمالی ۰۸۶°۱۳′ شرقی / ۲۷٫۶۱۷°شمالی ۸۶٫۲۱۷°شرقی |
| Jomsom                            | VNJS   | JMO  | فرودگاه جومسوم                                                  | ۲۸°۴۶′۵۶″ شمالی ۰۸۳°۴۳′۲۱″ شرقی / ۲۸٫۷۸۲۲۲°شمالی ۸۳٫۷۲۲۵۰°شرقی |
| Jumla                             | VNJL   | JUM  | فرودگاه جوملا                                                   | ۲۹°۱۶′۲۷″ شمالی ۰۸۲°۱۱′۳۶″ شرقی / ۲۹٫۲۷۴۱۷°شمالی ۸۲٫۱۹۳۳۳°شرقی |
| Kamal Bazar                       | VNKT   | KTM  | Kamal Bazar Airport                                             | ۲۷°۴۱′۴۷″ شمالی ۰۸۵°۲۱′۳۲″ شرقی / ۲۷٫۶۹۶۳۹°شمالی ۸۵٫۳۵۸۸۹°شرقی |
| Kangel Danda                      | VNKT   | KTM  | Kangel Danda Airport                                            | ۲۷°۴۱′۴۷″ شمالی ۰۸۵°۲۱′۳۲″ شرقی / ۲۷٫۶۹۶۳۹°شمالی ۸۵٫۳۵۸۸۹°شرقی |
| کاتماندو                          | VNKT   | KTM  | فرودگاه بین‌المللی تریبهوان                                      | ۲۷°۴۱′۴۷″ شمالی ۰۸۵°۲۱′۳۲″ شرقی / ۲۷٫۶۹۶۳۹°شمالی ۸۵٫۳۵۸۸۹°شرقی |
| Khalle                            | VNKT   | KTM  | Man Maya Airport                                                | ۲۷°۴۱′۴۷″ شمالی ۰۸۵°۲۱′۳۲″ شرقی / ۲۷٫۶۹۶۳۹°شمالی ۸۵٫۳۵۸۸۹°شرقی |
| Lamidanda                         | VNLD   | LDN  | فرودگاه لامیداندا                                               | ۲۷°۱۵′۱۰″ شمالی ۰۸۶°۴۰′۱۷″ شرقی / ۲۷٫۲۵۲۷۸°شمالی ۸۶٫۶۷۱۳۹°شرقی |
| Langtang                          | VNLT   | LTG  | Langtang Airport                                                | ۲۸°۱۲′ شمالی ۰۸۵°۳۵′ شرقی / ۲۸٫۲۰۰°شمالی ۸۵٫۵۸۳°شرقی |
| Lukla                             | VNLK   | LUA  | فرودگاه تنزینگ-هیلاری (Lukla Airport)                           | ۲۷°۴۱′۱۶″ شمالی ۰۸۶°۴۳′۵۳″ شرقی / ۲۷٫۶۸۷۷۸°شمالی ۸۶٫۷۳۱۳۹°شرقی The Lukla Airport is known for its peculiar Location and danger. Tenzing Hillary airport is usually put at the top of the most dangerous airport list because of the numerous crashes there. |
| Mahendranagar                     | VNMN   | XMG  | فرودگاه ماهندرانگار                                             | ۲۸°۵۷′۴۸″ شمالی ۰۸۰°۰۸′۵۳″ شرقی / ۲۸٫۹۶۳۳۳°شمالی ۸۰٫۱۴۸۰۶°شرقی |
| Manang                            | VNMA   | NGX  | فرودگاه منانگ                                                   | ۲۸°۳۸′ شمالی ۰۸۴°۰۰′ شرقی / ۲۸٫۶۳۳°شمالی ۸۴٫۰۰۰°شرقی |
| Meghauli                          | VNMG   | MEY  | فرودگاه مگهاولی                                                 | ۲۷°۳۵′ شمالی ۰۸۴°۱۴′ شرقی / ۲۷٫۵۸۳°شمالی ۸۴٫۲۳۳°شرقی |
| Mountain                          |        | MWP  | Mountain Airport                                                | ۲۸°۰۰′ شمالی ۰۸۵°۲۰′ شرقی / ۲۸٫۰۰۰°شمالی ۸۵٫۳۳۳°شرقی |
| Nepalgunj                         | VNNG   | KEP  | فرودگاه نپالگونج                                                | ۲۸°۰۶′۱۳″ شمالی ۰۸۱°۴۰′۰۱″ شرقی / ۲۸٫۱۰۳۶۱°شمالی ۸۱٫۶۶۶۹۴°شرقی |
| Phaplu                            | VNPL   | PPL  | فرودگاه فاپلو                                                   | ۲۷°۳۱′۰۵″ شمالی ۰۸۶°۳۵′۰۴″ شرقی / ۲۷٫۵۱۸۰۶°شمالی ۸۶٫۵۸۴۴۴°شرقی |
| پوخارا                            | VNPK   | PKR  | فرودگاه پوکارا                                                  | ۲۸°۱۲′۰۳″ شمالی ۰۸۳°۵۸′۵۵″ شرقی / ۲۸٫۲۰۰۸۳°شمالی ۸۳٫۹۸۱۹۴°شرقی |
| Rajbiraj                          | VNRB   | RJB  | Rajbiraj Airport                                                | ۲۶°۳۱′ شمالی ۰۸۶°۴۵′ شرقی / ۲۶٫۵۱۷°شمالی ۸۶٫۷۵۰°شرقی |
| Ramechhap                         | VNRC   | RHP  | فرودگاه رامچاپ                                                  | ۲۷°۲۳′۳۸″ شمالی ۰۸۶°۰۳′۴۱″ شرقی / ۲۷٫۳۹۳۸۹°شمالی ۸۶٫۰۶۱۳۹°شرقی |
| Rara National Park                | VNT1   | TAL  | Talcha Airport                                                  | ۲۹°۲۵′۴۸″ شمالی ۰۸۱°۰۰′۰۰″ شرقی / ۲۹٫۴۳۰۰۰°شمالی ۸۱٫۰۰۰۰۰°شرقی |
| Rolpa                             | VNRP   | RPA  | Rolpa Airport                                                   | ۲۸°۱۶′ شمالی ۰۸۲°۴۶′ شرقی / ۲۸٫۲۶۷°شمالی ۸۲٫۷۶۷°شرقی |
| Rukumkot                          | VNRK   | RUK  | فرودگاه روکومکوت                                                | ۲۸°۳۸′ شمالی ۰۸۲°۱۲′ شرقی / ۲۸٫۶۳۳°شمالی ۸۲٫۲۰۰°شرقی |
| Rumjatar                          | VNRT   | RUM  | فرودگاه رومجاتار                                                | ۲۷°۱۸′۱۳″ شمالی ۰۸۶°۳۳′۰۲″ شرقی / ۲۷٫۳۰۳۶۱°شمالی ۸۶٫۵۵۰۵۶°شرقی |
| Sanfebagar                        | VNSR   | FEB  | فرودگاه سنفبگر                                                  | ۲۹°۱۴′ شمالی ۰۸۱°۱۳′ شرقی / ۲۹٫۲۳۳°شمالی ۸۱٫۲۱۷°شرقی |
| Simara / Birganj                  | VNSI   | SIF  | فرودگاه سیمارا                                                  | ۲۷°۰۹′۳۴″ شمالی ۰۸۴°۵۸′۴۸″ شرقی / ۲۷٫۱۵۹۴۴°شمالی ۸۴٫۹۸۰۰۰°شرقی |
| Simikot                           | VNST   | IMK  | فرودگاه سیمیکوت                                                 | ۲۹°۵۸′۱۶″ شمالی ۰۸۱°۴۹′۰۸″ شرقی / ۲۹٫۹۷۱۱۱°شمالی ۸۱٫۸۱۸۸۹°شرقی |
| Surkhet                           | VNSK   | SKH  | فرودگاه سورخت                                                   | ۲۸°۳۵′ شمالی ۰۸۱°۳۸′ شرقی / ۲۸٫۵۸۳°شمالی ۸۱٫۶۳۳°شرقی |
| فرودگاه سینگابوچ                  | VNSB   | SYH  | فرودگاه سینگابوچ                                                | ۲۷°۴۹′ شمالی ۰۸۶°۴۴′ شرقی / ۲۷٫۸۱۷°شمالی ۸۶٫۷۳۳°شرقی |
| Taplejung                         | VNTJ   | TPJ  | فرودگاه تاپلجونگ (Suketar Airport)                              | ۲۷°۲۱′۰۴″ شمالی ۰۸۷°۴۱′۴۴″ شرقی / ۲۷٫۳۵۱۱۱°شمالی ۸۷٫۶۹۵۵۶°شرقی |
| Thamkharka                        | VNTR   | TMI  | Thamkharka Airport                                              | ۲۷°۱۸′۵۴″ شمالی ۰۸۷°۱۱′۳۶″ شرقی / ۲۷٫۳۱۵۰۰°شمالی ۸۷٫۱۹۳۳۳°شرقی |
| Tikapur                           | VNTP   | TPU  | فرودگاه تیکاپور                                                 | ۲۸°۳۱′ شمالی ۰۸۱°۰۹′ شرقی / ۲۸٫۵۱۷°شمالی ۸۱٫۱۵۰°شرقی |
| Tumlingtar                        | VNTR   | TMI  | فرودگاه تاملینگتار                                              | ۲۷°۱۸′۵۴″ شمالی ۰۸۷°۱۱′۳۶″ شرقی / ۲۷٫۳۱۵۰۰°شمالی ۸۷٫۱۹۳۳۳°شرقی |